# Lễ nhậm chức của Joe Biden
Lễ nhậm chức của Joe Biden trở thành Tổng thống thứ 46 của Hợp chúng quốc Hoa Kỳ diễn ra vào ngày 20/1/2021, đánh dấu sự khởi đầu nhiệm kỳ bốn năm của Joe Biden trong vai trò Tổng thống và Kamala Harris trong vai trò Phó Tổng thống. Buổi lễ được tổ chức trước Điện Capitol Hoa Kỳ, Washington, D.C., và là lễ nhậm chức Tổng thống Hoa Kỳ thứ 59. Tại buổi lễ, Biden đã tuyên thệ nhậm chức Tổng thống còn Harris đã tuyên thệ nhậm chức Phó Tổng thống.
Lễ nhậm chức diễn ra trong bối cảnh khủng hoảng chính trị, kinh tế, và an ninh quốc gia, gồm các nỗ lực đảo ngược kết quả của cuộc bầu cử tổng thống của tổng thống sắp mãn nhiệm Donald Trump, kích động vụ bạo loạn vào Điện Capitol và cuộc luận tội ông, cũng như đại dịch COVID-19. Các hoạt động chúc mừng đã bị giới hạn nhằm ngăn chặn sự lây lan của virus gây bệnh COVID-19. Chỉ có các thành viên Quốc hội Hoa Kỳ và một người khác mà họ chọn được có mặt trực tiếp tại buổi lễ, tương tự như ở các bài diễn văn thông điệp liên bang. Các biện pháp y tế công cộng như bắt buộc đeo khẩu trang, xét nghiệm, kiểm tra thân nhiệt và giãn cách xã hội đã được áp dụng trong buổi lễ.

## Bối cảnh
Lễ nhậm chức đánh dấu sự hoàn thành quá trình chuyển giao tổng thống của Joe Biden được bắt đầu từ khi ông giành chiến thắng trong cuộc bầu cử tổng thống vào ngày 3/11/2020 và trở thành tổng thống đắc cử vào ngày 7/11/2020. Biden và người đồng tranh cử, Kamala Harris, được Đại cử tri đoàn chính thức bầu làm tổng thống và phó tổng thống vào ngày 14/12/2020. Theo quy định trong Điều 1, Phần 6 Hiến pháp Hoa Kỳ, Harris đã từ chức Thượng nghị sĩ của minh, có hiệu lực từ 12 giờ trưa ngày 18/1/2021. Tổng thống tiền nhiệm của Biden, Donald Trump, người vẫn tiếp tục tranh chấp về tính hợp pháp của cuộc bầu cử nhưng đã cam kết sẽ chuyển giao quyền lực, đã không tham dự buối lễ. Đây là lần thứ tư trong lịch sử Hoa Kỳ một Tổng thống mãn nhiệm từ chối tham dự lễ nhậm chức của người kế nhiệm — lần đầu kể từ Andrew Johnson không tham dự lễ nhậm chức của Ulysses S. Grant năm 1869.
Sau khi nhậm chức, Biden đã trở thành tổng thống cao tuổi nhất từ trước đến nay (78 tuổi 61 ngày, vượt qua Ronald Reagan người mãn nhiệm lúc 77 tuổi, 349 ngày). Ông cũng đã trở thành tổng thống đầu tiên đến từ tiểu bang Delaware (dù được sinh ra ở Pennsylvania), cựu phó tổng thống đã mãn nhiệm đầu tiên trở thành tổng thống kể từ sau Richard Nixon, tổng thống đầu tiên và duy nhất từ trước đến nay được sinh ra trong giai đoạn chiến tranh thế giới thứ hai, cũng như tổng thống thứ hai theo Công giáo La Mã sau John F. Kennedy. Harris đã trở thành nữ phó tổng thống đầu tiên, phó tổng thống người Mỹ gốc Phi đầu tiên và phó tổng thống người Mỹ gốc Á đầu tiên.

## Chủ đề và chương trình
Ủy ban Chung về Các Lễ Nhậm chức đã chọn chủ đề nhậm chức là "Our Determined Democracy: Forging a More Perfect Union" (Nền dân chủ Kiên quyết của chúng ta: Tạo một Liên bang Hoàn hảo hơn) nhằm nhấn mạnh sự chuyển giao quyền lực trong hòa bình.
Giám đốc của Ủy ban Nhận chức Tony Allen nói rằng sự kiện sẽ "thấy khác biệt giữa đại dịch" nhưng vẫn duy trì các truyền thống của lễ nhậm chức trong khi thu hút được người Mỹ bằng cách an toàn. Việc này bao gồm một số buổi trình diễn trực tuyến do những người nổi tiếng làm xướng ngôn viên, với nhạc sống và các bài diễn văn diễn ra trong năm ngày—bắt đầu từ Thứ bảy, ngày 16/1/2021 đến tối Lễ Nhận chức. Chủ đề Lễ Nhậm chức của ủy ban là "America United" (Nước Mỹ đoàn kết) và kênh YouTube chính thức và các phương tiện mạng xã hội sẽ có những nội dung độc quyền liên quan đến buổi lễ.

## Tốn kém
So với các lễ nhậm chức trước đây, việc giảm mạnh số đám đông tham dự lễ nhậm chức của Biden được cho là sẽ làm giảm chi phí. Thông thường, các lễ nhậm chức của tổng thống tiêu tốn khoảng 100 triệu đô la Mỹ. Vào tháng 9 năm 2020, trước khi thực hiện các hạn chế tham dự, chi phí ước tính vượt quá 44,9 triệu đô la Mỹ, với chi phí của Quận Columbia phát sinh liên quan đến sự kiện này sẽ được chính phủ liên bang hoàn trả. Tuy nhiên, việc xông vào vào Điện Capitol hai tuần trước lễ nhậm chức vào ngày 6/1, cùng với các mối đe dọa về tình trạng bất ổn trên toàn quốc, đã làm tăng đáng kể nhu cầu an ninh. John Sandweg, một cựu quan chức Bộ An ninh Nội địa, nhận xét rằng Cơ quan Mật vụ Hoa Kỳ có khả năng thặng dư ngân quỹ vì chi phí thấp hơn bình thường trong mùa tranh cử năm 2020, khi các quy ước đề cử tổng thống hầu hết là trực tuyến và việc đi lại của các ứng cử viên tổng thống bị cắt giảm do đại dịch COVID-19.